# アンドロメダ座3番星
アンドロメダ座3番星（アンドロメダ3ばんせい、3 Andromedae, 3 And）は、北天のアンドロメダ座にある一重星である。視等級は4.64で、裸眼で見ることができる。年周視差18 masから決定できる恒星までの距離は、181光年である。日心視線速度-35 km/sで地球に近づいており、毎年0.236″の速度で天球上を横ぎる比較的大きな固有運動を持つ。
進化を終えた巨星で、スペクトル分類はK0 IIIbである。'b'という添え字は、低輝度の巨星であることを意味する。レッドクランプの恒星で、つまり核でのヘリウム核融合反応（トリプルアルファ反応）でエネルギーを産み出している。質量は1.7太陽質量、年齢は23億歳、大きさは10太陽半径と推定される。太陽光度の49倍の放射があり、長細い光球の有効温度は4,668 Kである。